# ExPASy
 (engl. Expert Protein Analysis System) je proteomski server Švajcarskog instituta za bioinformatiku (SIB) koji analizira proteinske sekvence i strukture i podatke 2D gel elektroforeze (elektroforeze 2D stranice). Ovaj server funkcioniše u kolaboraciji sa Evropskim bioinformatičkim institutom. ExPASy takođe proizvodi bazu-znanja proteinskih sekvenci, UniProtKB/Swiss-Prot, i njen računarski komentarisan dodatak, UniProtKB/Trembl.
Između instalacija od 1. avgusta 1993 i 5. aprila 2007, ExPASy je bio konsultovan 1 milijardu puta.

## Literatura
1. ↑  Gasteiger E, Gattiker A, Hoogland C, Ivanyi I, Appel RD, Bairoch A (2003). „ExPASy: The proteomics server for in-depth protein knowledge and analysis.”. Nucleic Acids Res. 31 (13): 3784—8. PMC 168970 . PMID 12824418.
2. ↑  „The ExPASy Molecular Biology Server”. Архивирано из оригинала 22. 10. 2008. г. Приступљено 10. 07. 2010.